# Hilma Räsänen
Pour les articles homonymes, voir Räsänen.
Hilma Räsänen, née le 28 mars 1877 à Kuopio (grand-duché de Finlande, Empire russe) et morte le 20 janvier 1955 à Vihti (Finlande), est une femme politique finlandaise membre de la Ligue agrarienne. Elle est députée entre 1907 et 1908, comptant parmi les premières femmes parlementaires de l'histoire du pays.

## Biographie
Hilma Räsänen est née à Kuopio en 1877. Entre 1900 et 1907, elle travaille comme enseignante dans une école primaire à Sippola, dans le comté de Kuopio, à Jämsä et dans la province de Viipuri. Elle est également conférencière pour le mouvement de la tempérance et la Ligue des féministes finlandaises.
Elle se présente aux élections législatives de 1907 sur la liste de la Ligue agrarienne. Élue, elle devient l'une des 19 premières femmes parlementaires de l'histoire du pays. Elle perd son siège lors des élections de 1908. Pendant son mandat au Parlement, elle est membre de la Grande Commission.
Elle travaille ensuite comme institutrice à Helsinki entre 1908 et 1917, après quoi elle devient écrivain. Elle gère également une maison de repos pour femmes à Askola. Elle meurt à Vihti en 1955.